# Roberta Vinci
Roberta Vinci (født 18. februar 1983 i Taranto, Italien) er en pensioneret professionel tennisspiller fra Italien.
Roberta Vinci blev i 2015 tabende finalist mod Flavia Pennetta med cifrene 7-6(4) 6-2 ved årets US Open, hvor hun i semifinalen besejrede Serena Williams.